# Гібридне багатоядерне паралельне програмування
НМРР (Гібридне багатоядерне паралельне програмування) являє собою набір інструментальних засобів розробки на службі гібридного багатоядерного програмування. НМРР є комерційним CAPS продукції підприємства.

## Опис
Пакет включає в себе два інструменти НМРР:
- C і Fortran компілятор,
- Виконавчий.

Підтримувані платформи:
- Debian 4.0 і вище.
- Red Hat Enterprise Linux 4.5 і вище.
- Red Hat Enterprise Linux 5.1 і вище.[2]

## Принципи
Основна ідея полягає в наступному: "Для того, щоб звернутися до світу гібридного багатоядерного розробника повинен анотувати додаток, а не змінити його. "Цей принцип був створений для набору директив компілятора. Які дозволяють декларації та виклики codelets, які можуть бути депортовані і виконані на прискорювачах. Вони також показують умови для реалізації codelets (синхронний, асинхронний, сторож), а також вказати передачу даних.
Codelets, динамічно пов'язана з додатком, можуть використовувати НМРР без необхідності перекомпіляції, використання нових прискорювачів або навіть поліпшених версій codelets.

## Директиви НМРР
У НМРР директиви, що дозволяють виконувати частину коду дистанційного керування, і управління передачі даних і з апаратних прискорювачів.

### Визначення директиви НМРР
<label>: унікальний ідентифікатор для пари (codelet, callsite)
<directive typ>: тип директиви НМРР
<directive parameter>: директива Параметр НМРР
[&]: Щоб продовжити директиву на новому рядку

#### Мова C
```
#pragma hmpp <label> <directive type> [, <directive parameter>]* [&]

```

#### Мова Fortran
```
!hmpp <label> <directive type> [, <directive parameter>]* [&]

```

### Принципи типу НМРР
Основними напрямками є:
- codelet
- callsite

Директива codelet оголошує функцію як codelet. Директива дозволяє callsite викликати codelet в коді.
Наступні рекомендації дозволяють більш розширене використання (асинхронний):
- hmppGlobalInit
- synchronize
- advanceload
- delegatedstore
- release[2]